# قضاء بني كنانة
قضاء بني كنانة قضاء يقع في لواء بني كنانة، محافظة إربد في الأردن. ينتمي القضاء للواء بني كنانة الذي يضم قضاء واحد. يقدر عدد سكانه بـ 131797 نسمة حسب إحصاء 2015.

## الوصلات الخارجية
- دائرة الاحصاءات العامة